# Sverepec
Sverepec (maďarsky Lejtős, do roku 1907 Szverepecz) je obec v okrese Považská Bystrica na severozápadě Slovenska. Žije zde přibližně 1 400 obyvatel. První písemná zmínka o obci pochází z roku 1321. V obci je moderní římskokatolický kostel Nejsvětější Trojice.

## Poloha a charakteristika
Sverepec se nachází na silnici I/61 mezi Považskou Bystricou a obcí Beluša poblíž slovenské dálnice D1. Obec leží na rozhraní Bytčanské a Ilavské kotliny a je součástí okresu Považská Bystrica na severovýchodě Trenčínského kraje.
V intravilánu obce pramení několik vodních toků, které se vlévají do regulovaného potoka Sverepce, který protéká celým údolím a vlévá se do Pružinky.